# Mazagão (microregio)
Mazagão is een van de vier microregio's van de Braziliaanse deelstaat Amapá. Zij ligt in de mesoregio Sul do Amapá en grenst aan de mesoregio Norte do Amapá en Frans-Guyana in het noorden, Suriname in het noordwesten, de deelstaat Pará in het westen, zuiden en zuidoosten en de microregio Macapá in het westen. De microregio heeft een oppervlakte van ca. 46.580 km². Midden 2004 werd het inwoneraantal geschat op 56.103.
Drie gemeenten behoren tot deze microregio:
- Laranjal do Jari
- Mazagão
- Vitória do Jari

Mesoregio's: Norte do Amapá · Sul do Amapá

Microregio's: Amapá · Macapá · Mazagão · Oiapoque